# 告别紫禁城
《告别紫禁城》或稱《中國最後一個太監第二章告別紫禁城》，是一部1992年出品，由文雋、潘文傑導演的電影，為《中國最後一個太監》的續集。

## 故事大綱
北京清華大學的兩名大學生，以採訪歷史前提找上了中國最後一位太監——時已高齡90歲的劉來喜，隨著主人公來喜的述說中，故事回去到西元1927年，當時北方爆發北洋戰爭，京城亦有以大總管小德張為首的清室宦官勢力。而來喜自從與招弟過這有名無實的夫妻生活後，便在八大胡同周邊推攤車販賣酸梅湯照顧著招弟與京生母子，一家三口日子過的清苦倒也踏實。
某日，招弟的丈夫從南方前線托人前來京城送信給招弟，欲迎接其母子到南方團聚。來喜得知後既喜又悲，喜的是終於可以讓招弟和其夫君團聚，悲的是感嘆自身是太監身分無法給予幸福。無奈之下只好哄騙招弟上了開往南方火車，而自己卻藉故買包子下車，含淚目送自己心愛之人離去。
他自覺生無可戀，選擇在一次溺斃自殺，幸得革命黨員胡貞忠及風月女子秋鳳搭救，誤打誤撞之下自己也加入了革命黨。在革命黨團得知來喜原是宮內太監見過傳國玉璽的情況下，委託來喜及胡貞忠混入北洋軍閥張作霖大帥的府中從軍，並伺機竊取大帥府內的傳國玉璽。
在一次偷竊中兩人失風，來喜被逮，胡貞忠則趁亂逃脫，因張大帥特殊喜好男女通吃，在得知來喜是太監情況下將其雞姦。幸得胡貞忠帶領一幫革命黨員前來相救，來喜才得以脫離苦海。被救的來喜因身心受辱，心情久久不能平復，但也得知原來大帥府的玉璽並非真貨（真玉璽曾被隆裕太后砸出一個缺口）。
在某日大街上，來喜遭人套布袋擄走，原來是昔日宮中舊事李公公。這時的李公公已在小德張身邊混的風生水起，有意拉攏來喜一同回歸宦室。在小德張得知來喜本會唱戲優勢下，同意讓其跟隨，就這樣來喜也再次重回太監生涯。
在某次小德張與日本大使通敵時，正好也在場伺酒的秋鳳，無意中偷聽到真正的玉璽則落入小德張之手，當晚便佯裝伺寢小德張時偷取玉璽，但不幸失敗，在逼不得已情況下假意讓來喜刺傷，暫讓來喜洗去革命黨嫌疑。
但小德張也並非省油之燈，順勢將計就計利用來喜暗中與革命黨員聯繫時掌握其行蹤，並在來喜送給秋鳳的囚食內投毒，就這樣秋鳳死在來喜手上，而革命黨中包含胡貞忠一干人等也落入小德張手中，當著來喜的面一一槍決，製造出讓這些革命黨員誤以為來喜是叛徒的假象含恨而死。
爾後，小德張打著有意復辟滿清皇室江山為由，以太監身分登基為皇。這時早已萬念俱灰的來喜，悲憤之下衝入金鑾殿，刺殺小德張後，逃出皇宮，告別這一生的紫禁城生涯，垂垂老去。

## 主要角色
| 演員   | 角色       | 暱稱/關係                |
| 莫少聰 | 劉來喜     | 中國最後一個太監         |
| 羅文   | 小德張     | 清宮大總管，九千歲       |
| 黃日華 | 胡貞忠     | 革命黨員，來喜的好哥兒們 |
| 吳家麗 | 秋凤       | 青樓女子，實為革命黨員   |
| 惠天賜 | 革命黨頭目 |                          |
| 潘宏彬 | 小潘       | 革命黨員                 |
| 文雋   | 李公公     | 小德張身邊太監           |
| 鄭則仕 | 張作霖     | 北方軍閥大帥             |
| 成奎安 | 段大帥     | 南方軍閥大帥             |
| 溫碧霞 | 招弟       | 漢民之妻，選擇與來喜同居 |

## 電影歌曲
| 曲別   | 歌名             | 作曲   | 作詞   | 演唱者 |
| 主題曲 | 《因為愛我存在》 | 胡偉立 | 潘源良 | 羅文   |